# Мундин Джо
Джозеф Болито Джонс (англ. Joseph Bolitho Johns), более известный как Мундин Джо (Moondyne Joe; ок. 1826 — 13 августа 1900), — британский преступник, приговорённый к австралийской каторге и ставший одним из наиболее известных бушрейнджеров Западной Австралии. Впоследствии несколько раз приговаривался к тюремному заключению и совершал побеги из тюрем. История Мундина Джо стала частью австралийского фольклора и нашла отражение в различных произведениях искусства.

## Биография

### Детство
Джозеф Джонс родился приблизительно в 1826 году (точная дата рождения не установлена) в Корнуолле, был третьим из шести детей в семье кузнеца-католика Томаса Джонса и его жены Мэри Болито. Джонс вырос человеком высокого роста, имел чёрные волосы и карие глаза; в поздних источниках указывается, что его лицо было рябым (вероятно, вследствие перенесённой в детстве оспы). Его отец умер в период между 1832 и 1841 годами, вследствие чего Джонс и трое его братьев были вынуждены трудиться рудокопами на местной медной шахте. По состоянию на 1841 год семья проживала в Иллогане, Корнуолл; в 1848 году Джонс работал в Уэльсе на железном руднике, возможно — на месторождении в Кладахе.

### Начало преступной деятельности
15 ноября 1848 года Джонс и его сообщник Уильям Кросс (вымышленное имя бандита Джона Уильямса, впоследствии также каторжника) были арестованы около Чепстоу за «кражу из дома Ричарда Прайса трёх буханок хлеба, куска ветчины, нескольких головок сыра и других продуктов».
Представ по обвинению в краже со взломом перед окружным судом Брекона, преступники не признали своей вины. 23 марта слушание по их делу проходило под руководством известного судьи сэра Уильяма Эрла. В газетных статьях, посвящённых процессу, отмечалась энергичная защита со стороны подсудимых, при этом Джонс вёл себя агрессивно и всячески мешал нормальному ходу заседания. В итоге преступники были приговорены к десяти годам каторжных работ. По нескольким похожим делам, рассматривавшимся тем же судьёй в тот же день, подсудимые, признавшие себя виновными, были отправлены в обычную тюрьму на срок всего лишь от трёх недель до трёх месяцев.
На протяжении семи месяцев после вынесения приговора Джонс и Уильямс отбывали заключение по месту жительства, занимаясь принудительным трудом, а затем были перемещены в тюрьму Миллбанк. 1 января 1850 года их перевели в тюрьму Пентонвиль, где они должны были отбыть шесть месяцев обязательного одиночного заключения. 21 октября 1851 года обоих преступников доставили в тюрьму Дартмур. Вскоре после этого Джонс был переведён на тюремный корабль Justitia в Вулидже — возможно, в наказание за нарушение тюремной дисциплины. После гибели этого корабля в результате пожара Джонс оказался на другом аналогичном судне, Defence. Примерно год спустя он был переведён в тюремный корабль Pyrenees и приговорён к высылке в британское каторжное поселение в Западной Австралии, где должен был отбывать оставшуюся часть срока. Уильямс в марте 1852 года был выслан в каторжную колонию на Тасмании.

### Высылка и заключение в Австралии

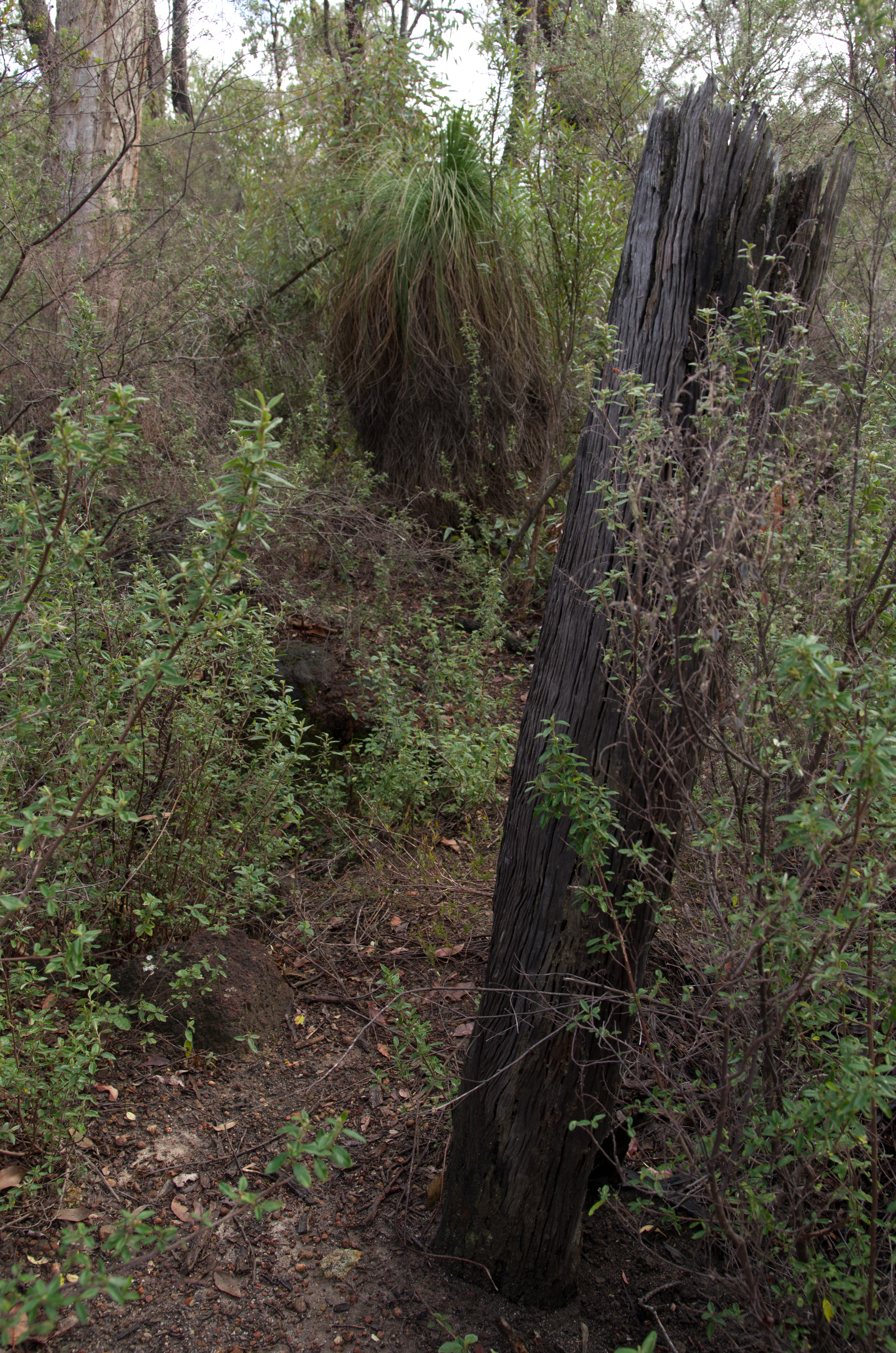
Остатки изгороди у источника, построенного Мундином Джо

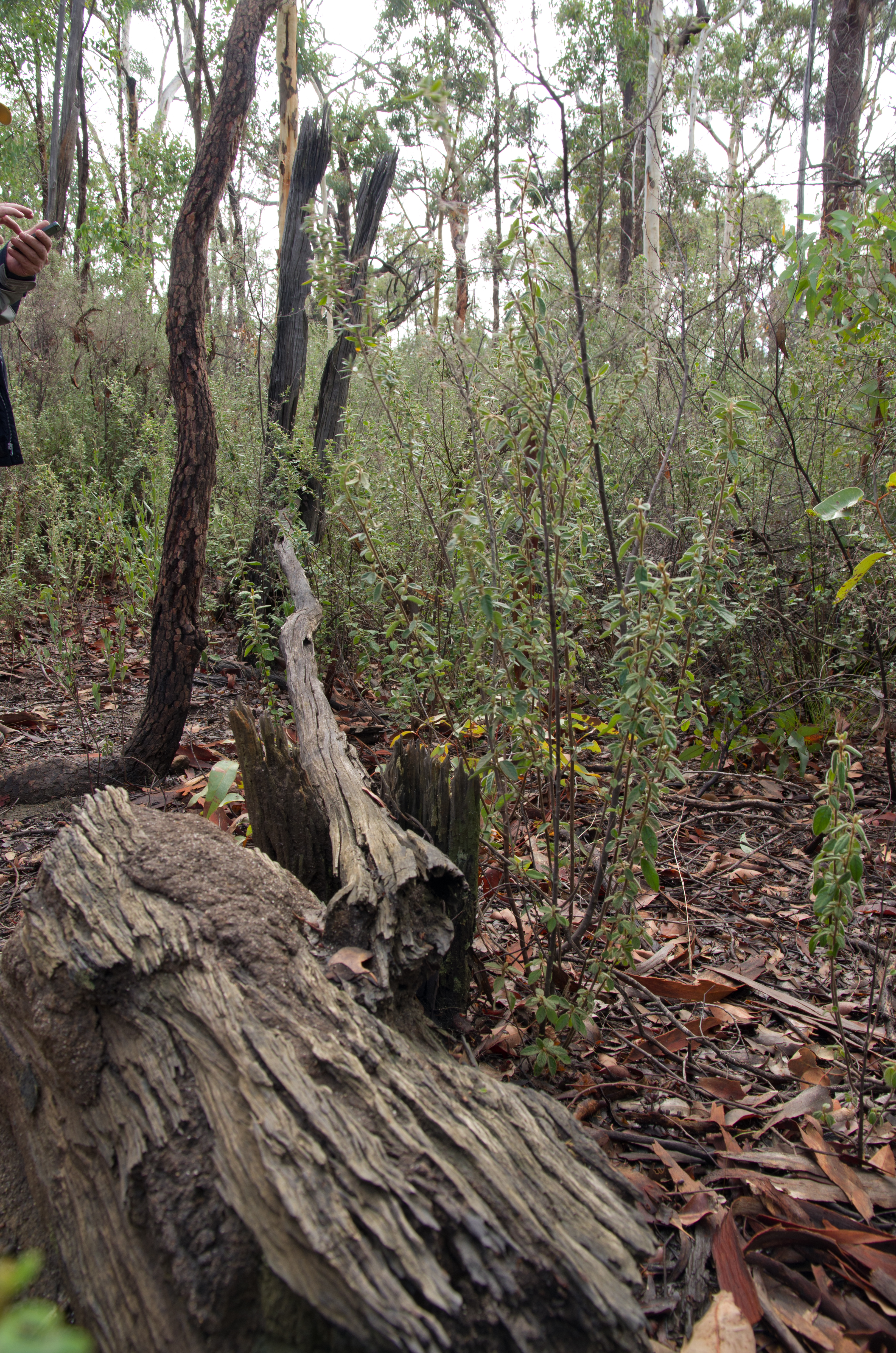
Остатки построенной Мундином Джо изгороди, с помощью которой он ловил сбежавший скот

Корабль Pyrenees отплыл в Западную Австралию 2 февраля 1853 года и 30 апреля прибыл во Фримантл.
Джонс за примерное поведение во время плавания получил «вольный билет» (ticket of leave) и 10 марта 1855 года был условно помилован с установлением ему испытательного срока. Он поселился в долине реки Эйвон, одном из наиболее неосвоенных и труднодоступных районов Дарлинга. Жившие здесь аборигены называли эти земли «Мундин», что впоследствии стало прозвищем Джонса. Он установил изгороди у некоторых местных источников пресной воды и таким способом ловил зашедших туда на водопой сбежавших от хозяев лошадей и крупный рогатый скот, часто получая денежное вознаграждение за возвращение этих животных.
В августе 1861 года Джон поймал жеребца без клейма владельца и заклеймил его самостоятельно, что по тогдашним законам считалось конокрадством. Полиция, узнав об этом, арестовала его при первой же возможности. На суде лошадь была предъявлена в качестве вещественного доказательства, и в итоге Джонс был заключён в тюрьму Туди. Однажды ночью он смог бежать и снова украл ту же лошадь, похитив также новое седло и уздечку, принадлежавшие местному магистрату. Его поймали на следующий день, однако Джонс успел убить коня и срезать своё клеймо с его шкуры, уничтожив таким образом улику, которая могла бы доказать факт кражи. По этой причине он был приговорён лишь к трём годам лишения свободы за побег вместо типичного для тех времён десятилетнего заключения, полагавшегося за конокрадство.
В период отбывания Джонсом заключения в тюрьме часто случались бунты и попытки побегов, однако он не принимал в них участия и в итоге уже в феврале 1864 года, получив за примерное поведение «вольный билет» и условное помилование, вышел на свободу. Затем он нашёл себе работу на ферме Генри Мартина в Кельмскотте. В январе 1865 года был убит бык по имени Брайт, принадлежавший Уильяму Уоллесу, и Джонс был обвинён в его убийстве. Он был арестован 29 марта, 5 июля был признан виновным и приговорён к десяти годам каторжных работ. Впоследствии Джонс до конца своей жизни настаивал на своей невиновности в том преступлении. Он решил не отбывать необоснованного, по его мнению, наказания, поэтому в ноябре вместе с ещё одним каторжником совершил побег прямо из полевого лагеря каторжан. Они находились в бегах почти месяц и за это время совершили несколько небольших ограблений; именно в это время Джонс получил прозвище «Мундин Джо». Преступники находились в 37 км к востоку от Йорка, когда были настигнуты отрядом полиции, в котором находился также знаменитый благодаря своему опыту поисков бандитов в буше абориген-следопыт Томми Уиндич. За побег и незаконное владение огнестрельным оружием Мундин Джо получил наказание в виде 12-месячной каторги в ножных кандалах и был доставлен во Фримантлскую тюрьму.

### Побег
В апреле 1866 года Мундин Джо направил прошение о помиловании главному судье Западной Австралии, вследствие чего общий срок его заключения был сокращён на четыре года. Однако, по-видимому, Джонс не удовлетворился достигнутым результатом, поскольку уже в июле был приговорён к ещё шести месяцам в кандалах за то, что пытался взломать замок на двери своей камеры. В начале августа, тем не менее, он смог совершить побег. Избавившись от железных цепей на ногах, он вскоре встретился с тремя другими беглыми каторжниками, вместе с которыми отправился в буш под Пертом. Банда совершила ряд ограблений и несколько раз почти чудом избежала ареста, однако в конце августа один из четверых беглецов всё же попал в руки полиции. Понимая, что они не смогут вечно уходить от поимки, Мундин Джо разработал план побега из этой колонии по суше в Южную Австралию. Для столь длинного и тяжёлого путешествия по чрезвычайно засушливой области требовалось очень хорошее снаряжение, чтобы иметь какие-то шансы на выживание. 5 сентября Мундин Джо украл необходимые продукты и вещи в магазине своего старого врага Джеймса Эверетта в Туди. Затем банда отправилась на восток по пути, исследованном путешественником Чарльзом Хантом. 26 сентября их следы были обнаружены полицией на расстоянии приблизительно 160 км к востоку от Йорка. Полицейские начали преследование преступников и настигли их 29 сентября 1866 года в Будалин-Сок, примерно в 6 км к северо-западу от современного города Уэстония и примерно в 300 км к северо-востоку от Перта.

### Каторжный труд, очередной побег и помилование

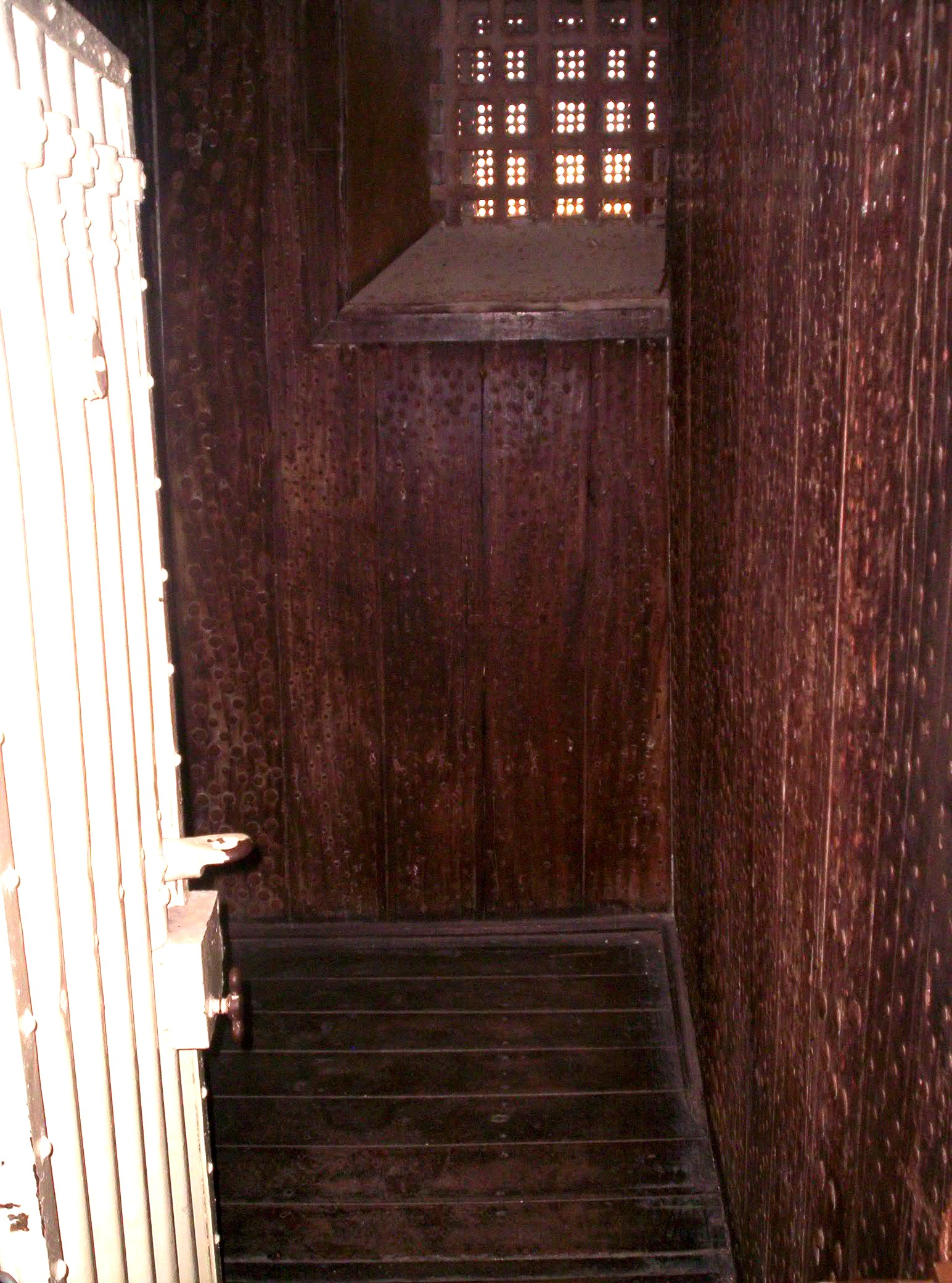
Камера Мундина Джо в тюрьме Фримантла

В наказание за побег и совершённые после него ограбления Мундин Джо был приговорён ещё к пяти годам каторги. Для предотвращения его новых побегов были предприняты чрезвычайные меры. Джонса держали во дворе тюрьмы во Фримантле привязанным к окну железным прутом за горло, а также оборудовали для него особую «противопобеговую» камеру, каменные стены которой были обиты изнутри шпалами из дерева ярра и более чем тысячей гвоздей, бывшую почти полностью свето- и воздухонепроницаемой. Мундина Джо держали в камере на хлебе и воде и разрешали лишь ежедневную двухчасовую прогулку во дворе. В начале 1867 года, когда состояние здоровья преступника стало ухудшаться, его перевели на работу каменотёсом на открытом воздухе. Обычно приговорённых к этому заключённых определяли трудиться за пределами тюрьмы, однако в случае с Джонсом начальник тюрьмы приказал, чтобы камни для него привозили прямо на тюремный двор и складировали в углу, а сам Джонс должен был дробить их под постоянным наблюдением охранника. Тогдашний британский губернатор Западной Австралии Джон Хэмптон был настолько уверен в действенности принятых в отношении Джонса мер безопасности, что якобы обещал преступнику помиловать его, если тот сумеет сбежать. Между тем камни, ежедневно дробимые Джонсом, не вывозились с тюремного двора своевременно, поэтому вскоре из них выросла целая куча, доходившая до пояса охранявшему Джонса конвоиру. Имея благодаря этому возникла возможность оставаться частично невидимым для надзирателя во время работы и Джонс периодически дробил кувалдой не камень, а сложенную из известняка тюремную стену.
7 марта 1867 года Мундин Джо сбежал из тюрьмы через пробитое им же отверстие в её стене. Несмотря на предпринятые масштабные поиски, поймать его не удалось. В этот раз Джонс не вернулся ни в одно из своих прежних убежищ и не совершал никаких преступлений, поэтому власти не имели точной информации о его местонахождении. Успешный побег Мундина Джо привёл в последующие месяцы к целой серии попыток бегства каторжников, по причине чего полиция, занявшаяся другими беглецами, вскоре перестала его искать.
За несколько дней до второй годовщины своего побега Мундин Джо решил украсть несколько бутылок вина из погреба в винодельне в Хафтоне. По воле случая её владелец помогал полиции в розысках другого беглеца и после осмотра территории виноградника предложил членам поискового отряда отобедать у него. Когда хозяин спустился в подвал за вином для обеда, прятавшийся там Джонс, подумав, что его обнаружили, ринулся к двери, тем самым попав прямо в руки полиции. Он был возвращён в тюрьму и получил за побег двенадцать месяцев, половину из этого срока проведя в одиночной камере. 22 марта 1869 года он был осуждён за кражу со взломом на ещё четыре года в кандалах. В феврале 1871 года Мундин Джо, определённый на принудительные работы в слесарной мастерской, попытался изготовить дубликат для ключа от замка своей камеры, но безуспешно. В апреле 1871 года начальник Уэйкфорд услышал от Мундина Джо о якобы данном губернатором Хэмптоном обещании относительно него. После того как Уэйкфорд, решивший дополнительно убедиться в его истинности, через суперинтенданта Лефроя получил подтверждение, что такие слова действительно были произнесены, он сообщил об этом тогдашнему губернатору Фредерику Уэлду, который согласился, что дальнейшее отбывание Джонсом наказания будет несправедливым. В итоге в мае 1871 года Мундин Джо получил «вольный билет» и был выпущен на свободу.

### Последние годы
Последующую часть жизни Джонс прожил относительно спокойно, хотя ещё несколько раз совершал незначительные правонарушения и приговаривался к кратковременным срокам тюремного заключения. В январе 1879 года он женился на вдове по имени Луиза Херн. Вместе они некоторое время искали золото вблизи городка Саутерн-Кросс. В 1881 году Джонс, странствуя в районе Карридейла, обнаружил карстовую пещеру, названную затем в его честь. В последние годы жизни он начал вести себя странно, и в конечном счёте его признали психически больным. Скончался 13 августа 1900 года в психиатрической лечебнице во Фримантле от «старческого слабоумия»; сейчас в этом здании находится центр искусств Фриманта. Был похоронен на городском кладбище. На надгробной плите его могилы высечено слово «Rhyddid», что в переводе с валлийского означает «свобода».

## Культурное влияние

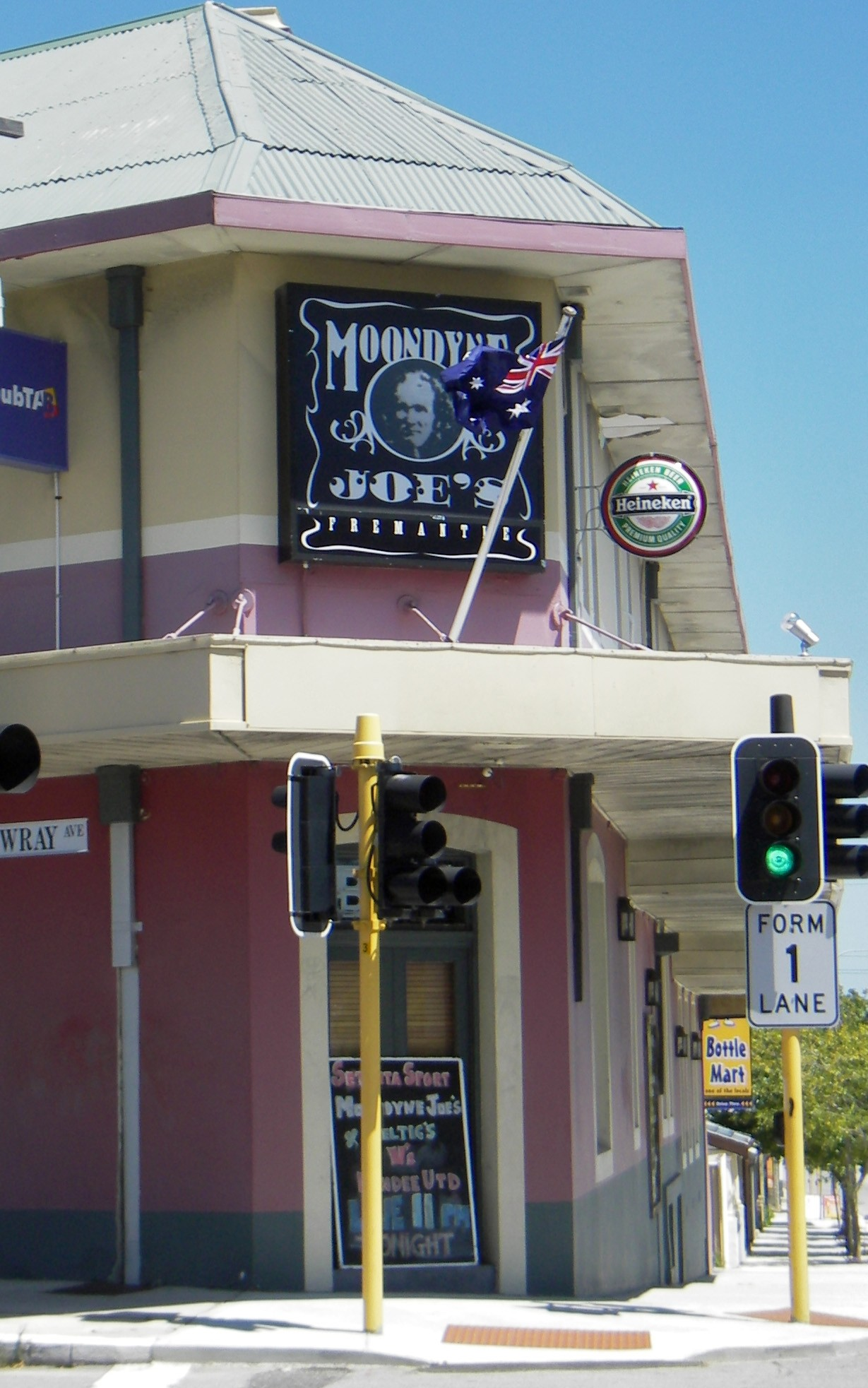
Бар во Фримантле, названный в честь Мундина Джо

В 1869 году, когда Джонс действовал в австралийском буше, в тюрьме Фримантла пребывал ирландский политический заключённый Джон Бойл О’Рейли. Маловероятно, что он был знаком с Мундином Джо лично, но, возможно, слышал о нём множество историй. В сентябре 1869 года О’Рейли удалось бежать и найти спасение на американском корабле. Оказавшись в США, он написал роман о жизни на каторге, озаглавленный «Moondyne: An Australian Tale», главного героя которого зовут Мундин Джо. Произведение является художественным вымыслом, и ни сам главный герой, ни его история не имеют практически ничего общего с жизнью реального Джозефа Джонса.
В 1913 году по роману О’Рейли был снят фильм «Мундин». В этой картине, снятой У. Линкольном, главные роли исполняли Джордж Брайант, Годфри Касс и Рой Редгрейв.
Рэндольф Стоу в 1967 году написал юмористическую книгу для детей «Midnite: The Story of a Wild Colonial Boy», в которой рассказывается о жизни австралийских бушрейнджеров, а в качестве сюжетной основы использованы биографии Мундина Джо и квинслендского бушрейнджера, известного под именем «капитан Старлайт».
В 2002 году издательством «Cygnet Books» был выпущен роман для юношества «The Legend of Moondyne Joe» авторства Марка Гринвуда и с иллюстрациями Фране Лессак. В том же году эта книга была удостоена премии «Western Australian Premier’s Book Award» в номинации «детская книга».
В 2012 году издательство «Fremantle Press» опубликовало постмодернистскую интерпретацию жизни Мундина Джо, «The Ballad of Moondyne Joe», в стихах и прозе за авторством Джона Кинселла и Найала Люси.
Мундин Джо стал героем нескольких поэм и песен, в том числе народной баллады и популярной с момента его побега в 1867 году народной песни.
В 1982 году Рой Эббот и Роджер Монтгомери из творческой группы «Mucky Duck bush band» написали и поставили мюзикл о Мундине Джо, который затем часто ставился на различных площадках.
В первое воскресенье мая власти города Туди проводят «фестиваль Мундина» с уличным театром и ярмаркой в память о жизни и временах Мундина Джо.